# Компанія з управління нерухомістю
Компанія з управління нерухомістю — це організація, яка має право управляти майном своїх клієнтів за допомогою індивідуального довірчого управління.
Управління нерухомим майном — комплексний підхід до розвитку і управління нерухомості. В рамках управління нерухомим майном існує розмежування функцій власника і керівника (компанії):
- власник передає керівнику (компанії) в управління об'єкти нерухомого майна але залишає за собою функції ухвалення стратегічних рішень і контролю за якістю виконання.
- всі функції оперативного управління виконує довірчий керівник (компанія).

## Мета
Основною метою, передачі власного майна в управління компанії є звільнення власника від механічної та рутинної роботи. Віддавши свою нерухомість в управління, всі проблеми бере на себе компанія, починаючи із здачі об'єкту в оренду і закінчуючи технічним станом об'єкта. Компанії, що управляють, в більшості випадків відповідальні за технічне обслуговування, ремонт приміщення і роботу систем безпеки.

## Переваги
Головними перевагами компанії з управління нерухомістю є:
- комплексність підходу,
- зниження операційних витрат,
- всебічне знання ринку й високий рівень професійної підготовки профільних фахівців,
- довгострокове співробітництво з ритейл-операторами.

До переваг також можна віднести той факт, що компанія з управління нерухомістю забезпечує набагато більший прибуток із використовуваної площі. Це пояснюється тим, що компанія отримує дохід за рахунок відсотка з прибутку власника і в її інтересах максимально збільшити загальний дохід.
Уклавши договір з компанією з управління нерухомістю, власник отримує:
- Формування оптимального та якісного пулу орендарів;
- Повний та надійний юридичний захист нерухомого майна;
- Ведення договорів оренди, перевірку орендарів, правовий супровід орендних відносин;
- Ефективний контроль за сплатою орендних та ін. платежів;
- Відсутність проблемних питань з орендарями;
- Зручну схему отримання прибутків;
- Правовий супровід реконструкцій та перепланувань нерухомості;
- Представництво інтересів перед державними та ін. органами, експлуатаційними службами та третіми особами стосовно нерухомого майна;
- Супровід договірних відносин з третіми особами;
- Взаємодія з державними виконавчими та контролюючими органами усіх рівнів щодо питань утримання об'єкту згідно з нормами та вимогами існуючого законодавства;
- Забезпечення відповідного страхового покриття об'єктів i розробка схем для мінімізації ризиків, управління ризиками;
- Щомісячний звіт про стан нерухомості та платежів.

## Аудит компанії з управління нерухомістю
Аудит діяльності компанії допоможе власникові зрозуміти, наскільки ефективно працює компанія з управління нерухомістю та виявити слабкі сторони в керуванні й вчасно оптимізувати цю діяльність.

## Основні області аналізу компанії з управління нерухомістю
Комерційне управління:
- організаційна структура компанії
- договори оренди
- орендна плата
- пул орендарів
- об'єктивність орендних ставок
- структура витрат і системи оподатковування
- ефективність комерційного використання площ загального користування
- конкурентне середовище
- маркетинговий план і бюджет
- страхування
- думка орендарів про поточне керування й експлуатацію комплексу

Технічне управління:
- Технічний стан будинку в короткостроковій і довгостроковій перспективі
- Технічний стан і експлуатація інженерних систем
- Виявлення потенційних несправностей і загроз
- Аналіз договорів з постачальниками послуг і підрядниками